# فرط ثنائي أكسيد الكربون في الدم
فرط ثاني أكسيد الكربون في الدم حالة مرضية ترتفع فيها نسبة غاز ثاني أكسيد الكربون (CO2) في الدم. وثاني أكسيد الكربون هو غاز ناتج عن عملية التمثيل الغذائي داخل الجسم ويخرج عادة من الرئتين خلال عملية الزفير .
فرط ثاني أكسيد الكربون يؤدي إلى ردود أفعال داخل الجسم تزيد من حدة عملية التنفس وزيادة الحصول على الأكسجين مثل الهياج وانحناء الرأس خلال النوم. فشل حدوث ذلك خطير وتؤدي إلى الموت أحيانا كما في متلازمة موت الرضع الفجائي.
فرط ثاني أكسيد الكربون يعاكسه مرض آخر وهو ندرته في الدم.

## الأسباب
فرط ثاني أكسيد الكربون يحدث كنتيجة لنقص التهوية أو لمرض تنفسي أو نتيجة فقدان الوعي. كما يمكن أيضا ان ينتج نتيجة التعرض إلى بيئة بها نسبة عالية من غاز ثاني أكسيد الكربون ( لأسباب تتعلق بالبراكين أو أسباب حرارية أرضية ). ويعد أيضا إعادة استنشاق الزفير أحد ألأسباب المؤدية للمرض. ويكون فرط ثاني أكسيد الكربون نتيجة طبيعية لاستخدام اللأكسجين المذاب للمرضى الذين يعانون من اختناق أثناء النوم. وفي هذه الحالة يكون مصحوبا بالحماض التنفسي.

## الأعراض والعلامات

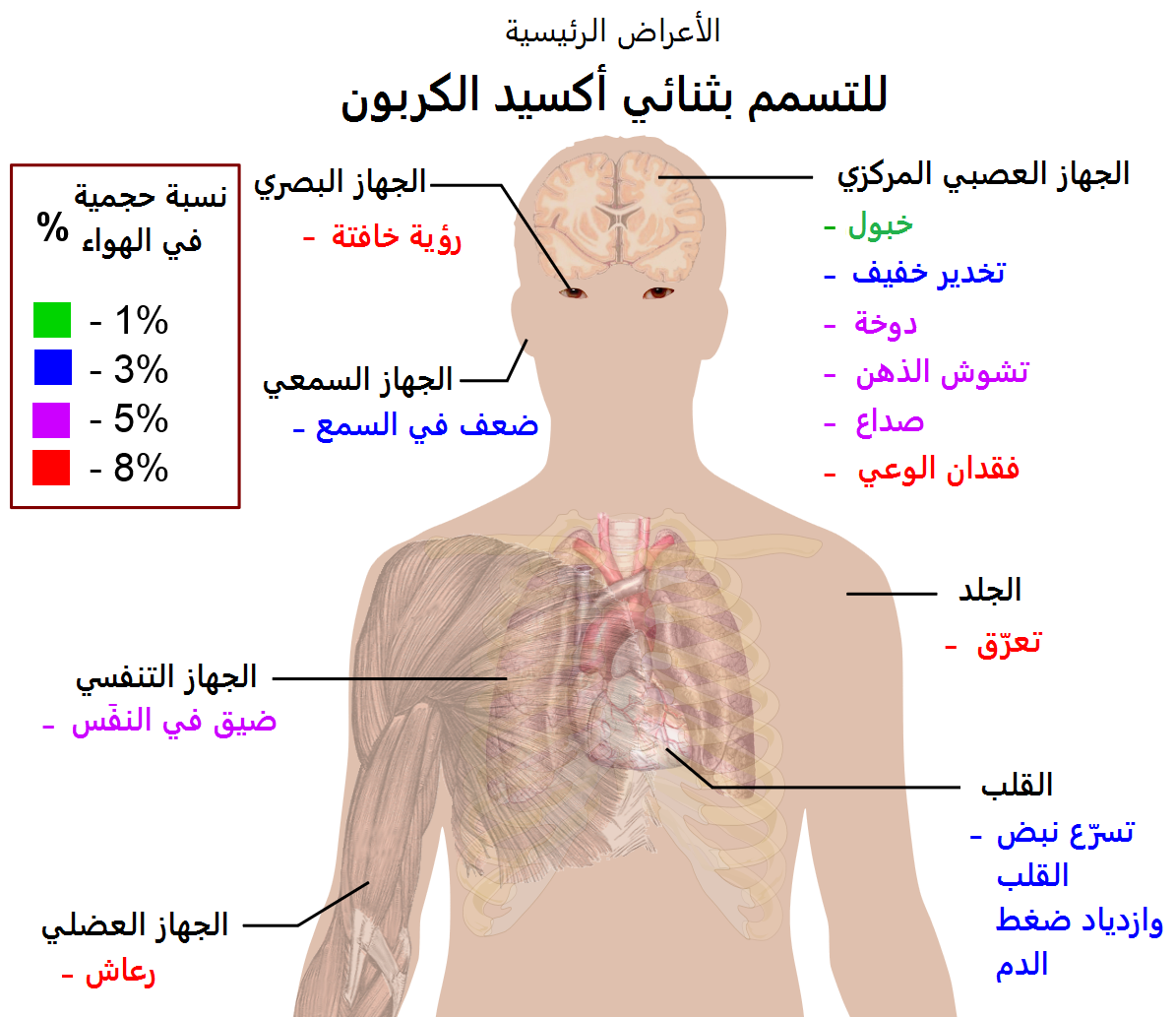
الأعراض الرئيسية للمرض بالنسبة للنسبة المئوية لحجم الغاز في الهواء.

الأعراض الأولية لمرض فرط ثاني أكسيد الكربون تكون في شكل توهج جلدي، نبض سريع، تسرع النفس، اختناقات ، انقباضات بطينية غير مكتملة، تشنجات عضلية، انثناءات في اليد، انخفاض في النشاط العصبي، واحتمالية ارتفاع في ضغط الدم. اعتمادا على مصادر أخرى تشمل الأعراض صداع في الرأس وارتباكات ووهن عام. كما يشجع فرط ثاني أكسيد الكربون من ازدياد النتاج القلبي. وارتفاع في ضغط الدم الشرياني ورجفان قلبي. وفي الحالات المتأخرة من فرط ثاني أكسيد الكربون ( يكون تركيز غاز ثاني أكسيد الكربون في الدم أعلى من 10 kPa أو 75mmHg). تصل الأعراض إلى حد الفزع وفرط التنفس والتشنجات وفقدان الوعي وأحيانا تؤدي إلى الوفاة.

## قيم معملية
فرط ثاني أكسيد الكربون في الدم يعرف مختبريا بأنه زيادة نسبة ثاني اكسيد الكربون في الدم عن 45mmHg. ولأن الغاز الذائب في حالة توازن مع حمض الكربونيك في الدم فإن درجة الحموضة للدم pH تنخفض مسببا الحماض التنفسي. ينظر إلى تأثير المرض على الـ pH على أنه النسبة بين ضغط الدم الوريدي للغاز وتركيز أيون البيكربونات., PaCO2/[HCO3-].

## خلال الغطس
عملية التنفس عند الغواصين تتسبب في نقص التهوية السنخية الرئوية مسببا فشل التخلص من غاز CO2 في الدم ومن ثم حدوث المرض.